# WXNY-FM
WXNY-FM est une station de radio musicale américaine, de langue espagnole, diffusant ses programmes sur la ville de New York sur la fréquence 96,3 MHz FM. Elle est affiliée au réseau de radiodiffusion américain hispanophone Univision Radio (en). Son nom commercial est X 96.3.